# Nicolaus Bruhns
Nicolaus Bruhns (ur. grudzień 1665 w Schwabstedt, zm. 29 marca 1697 w Husum) – niemiecki kompozytor, organista, skrzypek, śpiewak; syn Paula.

## Życiorys
Pochodził z rodziny niemieckich muzyków działających w Szlezwiku. Początkowe nauki muzyczne pobierał u ojca - organisty. W 1681 r. został wysłany do Lubeki, gdzie studiował pod kierunkiem Dietricha Buxtehudego. Bruhns znany był przede wszystkim jako wirtuoz skrzypiec, który ze szczególną łatwością wykonywał dwudźwięki i wielodźwięki, oraz jako bardzo utalentowany improwizator. Odbywał liczne podróże koncertowe i występował na dworach monarszych, m.in. w Kopenhadze, gdzie po raz pierwszy popisywał się zdobytymi umiejętnościami śpiewaczymi. Dzięki pierwszym naukom ojca pracował także jako organista, początkowo na dworze króla duńskiego, a od 1689 r. ponownie w Szlezwiku (katedra w Husum).
Twórczość Nicolausa Bruhnsa jest różnorodna. Pomimo wszechstronnych zainteresowań muzycznych znamy przede wszystkim jego utwory o charakterze religijnym. Są to więc głównie kantaty oraz preludia i fugi na organy. Kantaty Bruhnsa należą do gatunku koncertów religijnych z udziałem chóru, głosów solowych (ariosa) i instrumentalnych. Inspiracje do swych dzieł czerpał z tekstów biblijnych, chorału i poezji madrygałowej. Kompozycje organowe Bruhnsa wyraźnie nawiązują do twórczości jego nauczyciela, Buxtehudego.

## Kantaty
- Hemmt eure Tränenflut
- De profundis
- Der Herr hat seinen Stuhl im Himmel bereitet
- Die Zeit meines Abschieds ist vorhanden
- Erstanden ist der heilige Christ
- Ich liege und schlafe
- Jauchzet dem Herren alle Welt
- Mein herz ist bereit
- Muss nicht der Mensch
- O werter heil’ ger Geist
- Paratum cor meum
- Wohl dem, der den Herren fürchtet

## Utwory organowe
- Preludium i fuga e-moll („wielkie”),
- Preludium i fuga e-moll („małe),
- Preludium i fuga G-dur,
- Preludium i fuga g-moll,
- Preludium D-dur (fragment),
- Fantazja chorałowa Nun Komm Der Heiden Heiland.

## Nagrania
Wszystkie kantaty N. Bruhnsa nagrał zespół Ricercar Consort.